# 目黒邑
目黒 邑（めぐろ ゆう、1976年8月19日 - ）は、日本の俳優、モデル。東京都出身。松竹エンタテインメントを経て、ソニー・ミュージックアーティスツ所属。慶應義塾大学法学部卒。本名は「道躰 雄一郎 (どうたい ゆういちろう)」。
2008年1月に本名から「山本三雲」（やまもと みくも）に改名、同年4月に現在の芸名に改名。元々サッカー選手で、南アメリカにサッカー留学をしていたが、怪我をしたため選手をあきらめた。その後俳優になる。

## 出演

### バラエティ
- 5時に夢中! （TOKYO MX、2007年4月-2008年9月）
- FC東京ホットライン（TOKYO MX、2008年4月-2009年3月27日）
- サンデージャングル （テレビ朝日）
- 世界バリバリ★バリュー （毎日放送）
- ミミヨリーナ （テレビ東京）
- STYLE BOOK （BS朝日）
- プレミアム・サッカー （GyaO）

### テレビドラマ
- 59番目のプロポーズ （日本テレビ）
- 貞操問答 （TBS）
- てるてるあした （テレビ朝日）
- 天国のKiss （テレビ朝日）
- まるまるちびまる子ちゃん （フジテレビ）
- 最後の晩餐 〜刑事・遠野一行と七人の容疑者〜（テレビ朝日）

### 映画
- 亡国のイージス
- キャシャーン
- 蟲たちの家 （楳図かずお恐怖劇場）
- 時の破片 （自主制作）

### CM
- NTTドコモ東海
- アクエリアス
- ジキニン
- 東芝ダイナブック
- ファンケル化粧品

### PV
- 湘南乃風　「純恋歌」（2006年）
- INFINITY16 welcome MINMI,10-FEET　「真夏のオリオン」（2007年）